# Макинтайр, Джон (актёр)
Джон Херрик Макинтайр (англ. John Herrick McIntire; 27 июня 1907 — 30 января 1991) — американский актёр кино и телевидения, карьера которого продолжалась с начала 1930-х до конца 1980-х годов.
Начав сниматься в кино в 1948 году, Макинтайр сыграл роли второго плана в 65 фильмах, наиболее значимые среди которых «Звонить Нортсайд 777» (1948), «Улица без названия» (1950), «Командное решение» (1948), «Джонни-стукач» (1949), «Асфальтовые джунгли» (1950), «Винчестер 73» (1950), «Под прицелом» (1951), «Бурный прилив» (1951), «Далёкий край» (1954), «История в Феникс-сити» (1955), «Жестяная звезда» (1957), «Психо» (1960) и «Элмер Гантри» (1960).
С 1955 года Макинтайр стал работать на телевидении, где играл постоянные роли в таких сериалах, как «Обнажённый город» (1958-59), «Караван повозок» (1959-65) и «Виргинцы» (1967-70). Макинтайр известен тем, что после неожиданной смерти актёра Уорда Бонда в ноябре 1960 года сменил его в качестве звезды телесериала NBC «Караван повозок», а также заменил Чарльза Бикфорда после смерти последнего в 1967 году в одной из главных ролей телесериала NBC «Виргинцы».

## Ранние годы и начало карьеры
Джон Макинтайр родился 27 июня 1907 года в Спокане, штат Вашингтон, в семье ирландского происхождения. Он вырос в Монтане, где его отец, юрист, знал многих индейских вождей, и где сын научился езде на лошадях и полюбил старый Запад. Окончив школу в Санта-Монике, он отучился два года в Университете Южной Калифорнии, после чего решил посмотреть мир, устроившись моряком.
В начале 1930-х годов Макинтайр начал актёрскую карьеру в театре и на радио, в частности, работал диктором в общенациональной программе «Марш времени», а также в популярных радиосериалах про Тарзана, а с начала 1940-х годов — в криминальном радиосериале «Саспенс» .

## Карьера в кино в 1947—89 годах
Макинтайр дебютировал в кино лишь в 1947 году, когда ему было уже 40 лет, сыграв свою первую роль в фильме нуар «Звонить: Нортсайд 777» (1948). В том же году он сыграл в вестернах «Чёрный Барт» (1948) и «Речная леди» (1948), в обоих фильмах главные роли сыграли Дэн Дьюриа и Ивонн де Карло. В фильме нуар «Улица без названия» (1948) он сыграл агента ФБР, а в другом фильме нуар «Акт убийства» (1948) — роль судьи. Он также исполнил роль майора ВВС в военной драме «Командное решение» (1948) с Кларком Гейблом в главной роли. Год спустя Макинтайр сыграл в морской приключенческой ленте «На кораблях по морю» (1949), в вестерне «Красный каньон» (1949) и в романтической комедии «Полдень» (1949). В фильме нуар «Место преступления» (1949) он создал образ стареющего опытного детектива полиции. Как написал о его игре современный критик Гленн Эриксон, «Джон Макинтайр, кажется, приглашён, чтобы придать картине сентиментальности. Когда его ухудшающееся зрение стало тормозить работу команды, он решает искупить свои промахи, нарушив первое правило работы копа: никогда не идти против плохих парней без прикрытия». В фильме нуар «Джонни-стукач» (1949) Макинтайр сыграл важную роль владельца богатого ранчо недалеко от мексиканской границы, под прикрытием которого он переправляет через границу наркотики.
Как отмечает Питер Флинт в «Нью-Йорк Таймс», более всего Макинтайр известен по роли серьёзного, делового шефа полиции в классическом фильме нуар «Асфальтовые джунгли» (1950). В том же году он сыграл в фильмах нуар «Тень на стене» (1950), «Иди тихо, незнакомец» (1950), «Бурный прилив» (1951) и «Под прицелом» (1951), где сыграл важную роль сельского шерифа, который ведёт охоту на опасного гангстера. Кинокритик «Нью-Йорк Таймс» Босли Краузер, несмотря на невысокую оценку фильма в целом, отметил наряду с некоторыми другими актёрами «хорошую игру Джона Макинтайра».
Макинтайр трижды снялся в амплуа «мощного, твёрдого, хладнокровного», «сардонического злодея», «интригана в цилиндре» в трёх классических вестернах режиссёра Энтони Манна — «Винчестер 73» (1950), «Далёкий край» (1955) и «Жестяная звезда» (1957). Кинокритик «Нью-Йорк Таймс» А. Х. Вейлер в рецензии на фильм «Далёкий край», в частности, написал: «Следует отметить Джона Макинтайра за его игру высшего уровня в роли бородатого человека в цилиндре, который радуется, когда речь заходит об убийстве, выпивке или незаконном захвате чужого участка». В этот период Макинтайр сыграл также в таких значимых вестернах, как «Бродяга в седле» (1950), «Женщина с Запада» (1951) с Робертом Тейлором и «Игрок из Миссисипи» (1953) с Тайроном Пауэром, «Жертва судьбы» (1953) с Роком Хадсоном, «Апач» (1954) с Бертом Ланкастером и «Незнакомец в седле» (1955) с Джоэлом Маккри. Он также сыграл в приключенческой мелодраме «Мир в его руках» (1952) с Грегори Пеком в роли морского капитана в Сан-Франциско 1850-х годов, и, по словам Флинта, был «робким издольщиком в политической драме „Лев на улицах города“ (1953)» с Джеймсом Кэгни в роли беспринципного политика, рвущегося к власти.
Одной из самых значимых киноработ Макинтайра стал основанный на реальных событиях разоблачительный фильм нуар «История в Феникс-сити» (1955), где он сыграл роль адвоката Альберта Паттерсона, решившегося баллотироваться на должность Генерального прокурора штата Алабама, чтобы возглавить борьбу с преступностью в своём городе, и которого в итоге убивает местная мафия. Критика высоко оценила игру актёра, в частности, Босли Краузер написал в «Нью-Йорк Таймс»: «Через серию отличных актёрских работ, лучшей среди которых стала игра Джона Макинтайра в роли борца с преступностью, ставшего в конце концов мучеником, актёры представляют во плоти тех, кто ведёт борьбу за благородные цели. Образ мистера Паттерсона действительно является сердцем и ядром фильма. Перемена им решения, от отказа принимать участие в очередном походе против преступности, до возложения на себя ответственности возглавить этот гражданский порыв, показывает основополагающие качества порядочной человеческой природы и его отвагу. Макинтайр играет блестяще — тихо, непритязательно, точно и достоверно, основываясь на хорошем, честном сценарии». Журнал Variety также отметил «умелую игру» Макинтайра. Год спустя Макинтайр сыграл положительную роль тренера в своём последнем фильме нуар «Мир в моём углу» (1956), который рассказывает о боксёре (Оди Мёрфи), который ради любви к богатой девушке начинает работать на преступного промоутера.

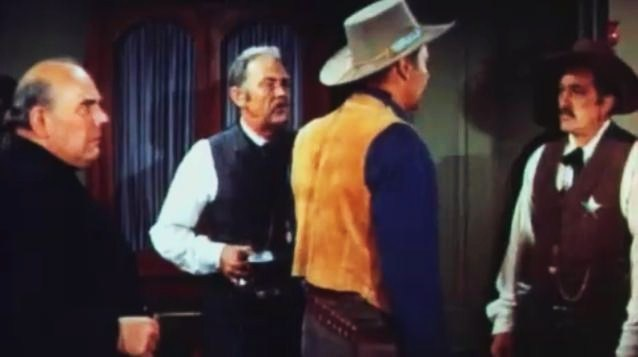
Джон Макинтайр в фильме «Перестрелка в Джодж-Сити» (1959)

В начале 1960-х годов наиболее значимыми работами Макинтайра стали роль «ошеломлённого шерифа» в психологическом триллере Альфреда Хичкока «Психо» (1960), а также роль священника в драме о псевдо-проповеднике «Элмер Гантри» (1960) с Бертом Ланкастером в главной роли. Другими наиболее заметными картинами с его участием стали романтическая мелодрама «Лето и дым» (1961), а также вестерны «Семь путей от заката» (1960), «Пылающая звезда» (1960) с Элвисом Пресли и «Два всадника» (1961) режиссёра Джона Форда. Среди более поздних картин Макинтайра наиболее заметными стали вестерны «Трудная ночь в Иерихоне» (1967) с Дином Мартиным и Джин Симмонс, «Рустер Кокбёрн» (1975) с Джоном Уэйном и Кэтрин Хепбёрн, где Макинтайр сыграл роль судьи, а также музыкальная комедия Клинта Иствуда «Поющий по кабакам» (1982). Последней ролью Макинтайра в кино стала роль «вспыльчивого владельца собаки» в криминальной комедии «Тёрнер и Хуч» (1989) с Томом Хэнксом в главной роли.

## Карьера на телевидении в 1955—89 годах

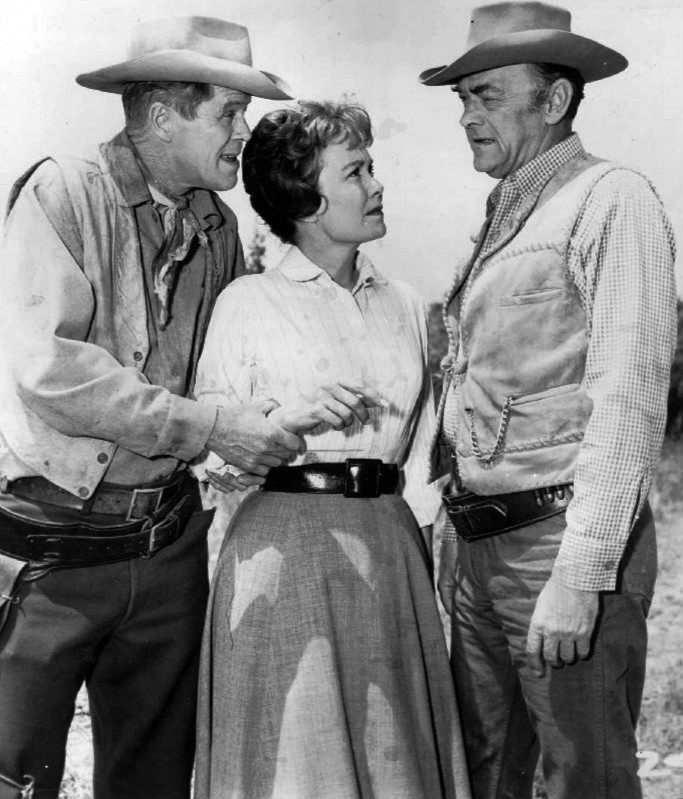
Дэн Дьюриа, Джейн Уаймен и Джон Макинтайр в телесериале «Караван повозок» (1962)

Продолжая сниматься в кино, в 1955 году Макинтайр дебютировал на телевидении, где преимущественно и работал на протяжении 1960—80-х годов. В конце 1950-х годов Макинтайр стал «узнаваемым лицом на телевидении», когда сыграл многоопытного копа в 25 эпизодах криминального телесериала «Обнажённый город» (1958—59). Как отметил Хэл Эриксон, Макинтайр полностью отыграл первый сезон сериала, однако «в начале второго сезона его картинно убивают, что является редкостью для постоянных героев сериалов».
Как написал историк жанра вестерн Гэри Йогги, «на телевидении Макинтайр идеально подходил на роль замены звезды сериала. Когда в 1960 году во время съёмок сериала-вестерна „Колесо повозки“ неожиданно умер исполнитель главной роли Уорд Бонд, Макинтайр занял его место, завершив вторую половину восьмилетнего сериала». В 152 эпизодах, которые выходили в эфир в 1961—65 годах, он сыграл «флегматичного, немногословного фургонщика Криса Хейла».
В другом хитовом телесериале-вестерне «Виргинцы» Макинтайр заменил в одной из главных ролей Чарльза Бикфорда (который в свою очередь заменил Ли Джэй Кобба), когда Бикфорд в 1967 году неожиданно скончался. Макинтайр стал играть роль брата персонажа Бикфорда и нового владельца ранчо в течение двух сезонов (1967—68), сыграв в 65 эпизодах сериала. Его жену в сериале играла реальная жена Мактинтайра Жаннетт Нолан.

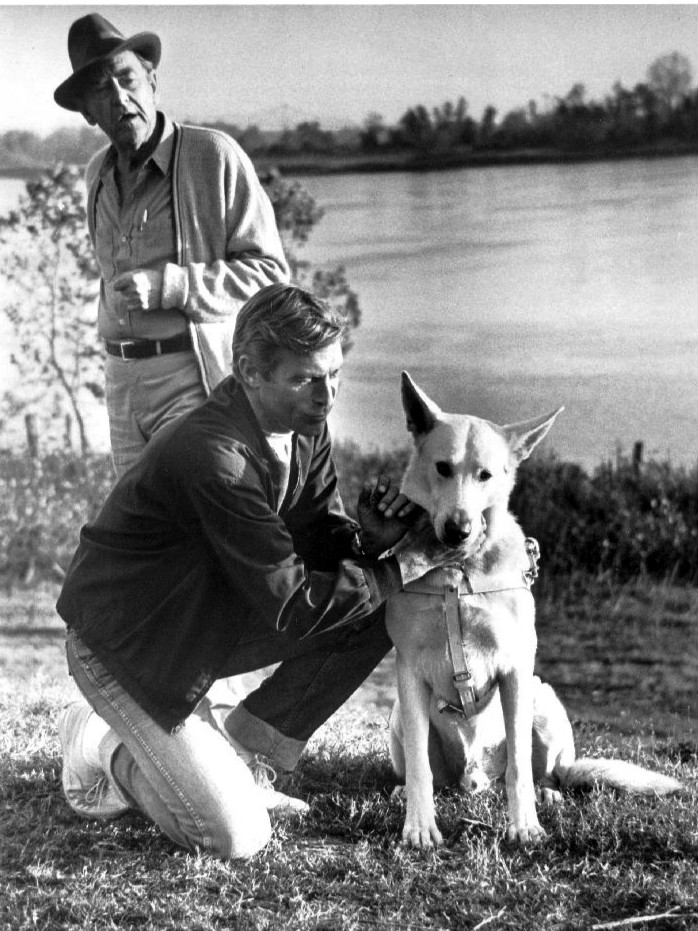
Джеймс Францискус и Джон Макинтайр в фильме «Лонгстрит» (1971)

В мае 1961 года Макинтайр получил роль второго плана в 5 эпизодах драматического телесериала о Гражданской войне «Американцы» (1961), а также играл соседа, строящего лодку, в 7 эпизодах комедийного сериала «Ширли» (1979—80). Кроме того, Макинтайр сыграл гостевые роли во множестве популярных сериалов, среди них «Альфред Хичкок представляет» (1958—60, 2 эпизода), «Ларами» (1959—61, 2 эпизода), «Сумеречная зона» (1960, 1 эпизод), «Неприкасаемые» (1961, 1 эпизод), «Бонанза» (1961—65, 2 эпизода), «Дэниэл Бун» (1965, 2 эпизода), «ФБР» (1965—72, 3 эпизода), «Беглец» (1966, 1 эпизод), «Лодка любви» (1978—85, 2 эпизода), «Даллас» (1979, 1 эпизод), «Остров фантазий» (1979, 1 эпизод) и «Медэксперт Куинси» (1983, 1 эпизод).

## Актёрское амплуа и оценка творчества
Как отмечает Йогги, Макинтайр был «одним из самых разносторонних голливудских характерных актёров», который «выглядел старше своих лет» . По словам Флинта, «Макинтайр был высоким, тощим, многоопытным актёром, на счету которого более 100 ролей, сначала на радио, а затем в кино и на телевидении, в которых он часто играл представителей закона, политиков и вообще людей, обличённых властью». Хэл Эриксон пишет, что «за время своей кинокарьеры Макинтайр играл преимущественно характерные роли второго плана, создав богатое разнообразие образов», он часто играл шефов полиции, судей, эксцентричных одиночек и героев вестернов.
Наиболее значимыми картинами в карьере Макинтайра были фильмы нуар, такие как «Улица без названия» (1950), «Джонни-стукач» (1949), «Асфальтовые джунгли» (1950), «Под прицелом» (1951) и «История в Феникс-сити» (1955), вестерны «Винчестер 73» (1950), «Далёкий край» (1954), «Жестяная звезда» (1957), психологический триллер «Психо» (1960), а также драма «Элмер Гантри» (1960). За время своей карьеры Макинтайр сыграл со многими крупнейшими звёздами своего времени, среди них Джеймс Стюарт, Джеймс Кэгни, Генри Фонда, Берт Ланкастер и Джон Уэйн.

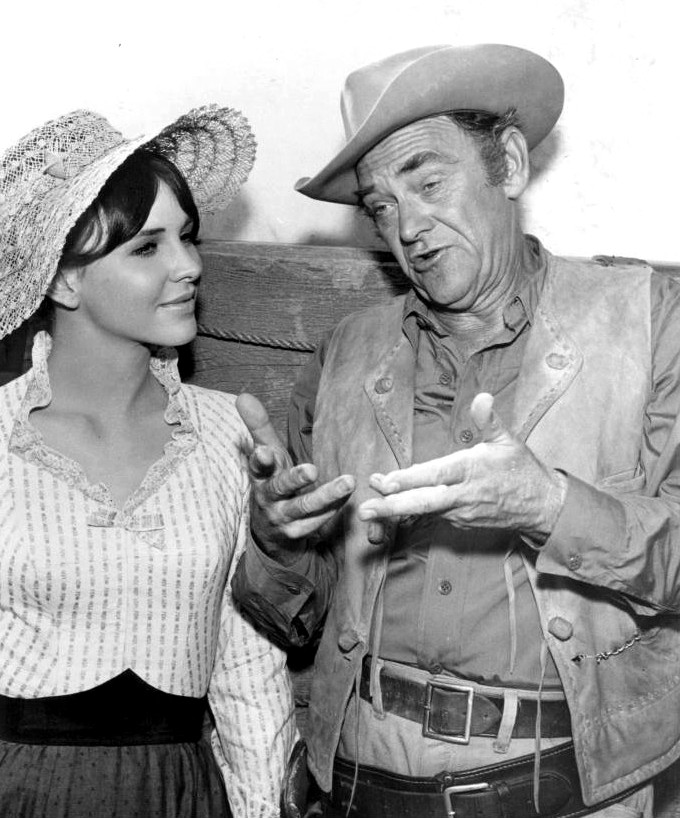
Джон Макинтайр с дочерью Холли в телесериале «Караван повозок» (1963)

## Личная жизнь и совместная работа с женой
В 1935 году Макинтайр женился на актрисе Джанет Нолан, вместе с которой прожил до своей смерти. У них было двое детей — актёр Тим Макинтайр (1944—1986) и дочь Холли Райт.
Макинтайр часто играл в кино и на телевидении вместе с женой, в частности, в фильмах «Психо» (1960) и «Плащ и кинжал» (1984), телесериалах «Караван повозок», «Виргинцы» и «Беглец» (1966).

## Смерть
Джон Макинтайр умер 30 января 1991 года от эмфиземы и от рака в больнице Пасадины в возрасте 83 лет.

## Фильмография

### Кинематограф
- 1948 — Звонить Нортсайд 777 / Call Northside 777 — Сэм Фэксон
- 1948 — Чёрный Барт / Black Bart — Кларк
- 1948 — Речная леди / River Lady — Х. Л. Моррисон
- 1948 — Улица без названия / The Street with No Name — Сай Гордон
- 1948 — Акт убийства / An Act of Murder — судья Огден
- 1948 — Командное решение / Command Decision — майор Белдинг Дэвис
- 1949 — На кораблях по морю / Down to the Sea in Ships — Тэтч
- 1949 — Красный каньон / Red Canyon — Флойд Кордт
- 1949 — Место преступления / Scene of the Crime — детектив Фред Пайпер
- 1949 — Полдень / Top o' the Morning — инспектор Фаллон
- 1949 — Джонни-стукач / Johnny Stool Pigeon — Ник Эйвери
- 1950 — В тылу врага / Ambush — Фрэнк Холли
- 1950 — Не надо грустных песен для меня / No Sad Songs for Me — доктор Ральф Фрин
- 1950 — Тень на стене / Shadow on the Wall — Пайк Ладвелл
- 1950 — Асфальтовые джунгли / The Asphalt Jungle — комиссар полиции Харди
- 1950 — Фрэнсис / Francis — генерал Стивенс
- 1950 — Винчестер 73 / Winchester '73 — Джо Ламонт
- 1950 — Бродяга в седле / Saddle Tramp — Джесс Хиггинс
- 1950 — Иди тихо, незнакомец / Walk Softly, Stranger — Морган
- 1951 — Под прицелом / Under the Gun — шериф Билл Лэнгли
- 1951 — Теперь ты на флоте / You’re in the Navy Now — командор У. Р. Рейнольдс
- 1951 — Это мой парень / That’s My Boy — доктор Бенджамин Грин
- 1951 — Женщина с запада / Westward the Women — Рой Е. Уитман
- 1951 — Бурный прилив / The Raging Tide — Корки Маллинс
- 1952 — Аллея славы / Glory Alley — Гейб Джордан / рассказчик
- 1952 — Весь мир в его объятиях / The World in His Arms — Дикон Грейтхаус
- 1952 — Горизонты запада / Horizons West — Айра Хэммонд
- 1952 — Сэлли и Святая Анна / Sally and Saint Anne — альдерман Персиваль Хавьер «Золотой зуб» Маккарти
- 1953 — Жертва судьбы / The Lawless Breed — Джэй Джи Хардин / Джон Клементс
- 1953 — Игрок из Миссисипи / The Mississippi Gambler — канзасец Джон Полли
- 1953 — Первая леди / The President’s Lady — Джон Овертон
- 1953 — Лев на улицах города / A Lion Is in the Streets — Джеб Браун
- 1953 — Отряд Стрела / War Arrow — полковник Джексон Мид
- 1954 — Апач / Apache — Эл Сибер
- 1954 — Далекий край / The Far Country — Гэннон
- 1954 — Четверо у границы / Four Guns to the Border — Голландец
- 1954 — Жёлтая гора / The Yellow Mountain — Бэннон
- 1955 — Незнакомец на лошади / Stranger on Horseback — Джосиа Баннерман
- 1955 — История в Феникс-сити / The Phenix City Story — Альберт Л. Паттерсон
- 1955 — Человек из Кентукки / The Kentuckian — Зак Уэйкфилд
- 1955 — Алый жакет / The Scarlet Coat — генерал Роберт Хоу
- 1955 — Негодяи / The Spoilers — Декстри
- 1956 — Мир в моём углу / World in My Corner — Дэйв Бернстейн
- 1956 — Ответный удар / Backlash — Джим Боннивелл
- 1956 — Я жил раньше / I’ve Lived Before — доктор Томас Брайант
- 1956 — Очистить территорию / Away All Boats — старик / закадровый голос во вступлении
- 1957 — Жестяная звезда / The Tin Star — доктор Джозеф Джефферсон «Док» Маккорд
- 1957 — Знак Ястреба / The Mark of the Hawk — Брюс Крейг
- 1958 — Пой, мальчик, пой / Sing Boy Sing — преподобный Фарли Уокер
- 1958 — Свет в лесу / The Light in the Forest — Джон Элдер
- 1959 — Перестрелка в Додж-Сити / The Gunfight at Dodge City — Док Сэм Тремейн
- 1959 — Кто была та леди? / Who Was That Lady? — Боб Дойл
- 1960 — Психо / Psycho — шериф Эл Чемберс
- 1960 — Элмер Гантри / Elmer Gantry — преподобный Джон Пенгилли
- 1960 — Семь путей от заката / Seven Ways from Sundown — сержант техасских рейнджеров Хенесси
- 1960 — Пылающая звезда / Flaming Star — Сэм «Па» Бёртон
- 1961 — Два всадника / Two Rode Together — Майор Фрейзер
- 1961 — Лето и дым / Summer and Smoke — доктор Бьюканан
- 1967 — Трудная ночь в Иерихоне / Rough Night in Jericho — Бен Хикман
- 1974 — Герби снова в седле / Herbie Rides Again — мистер Джадсон
- 1975 — Рустер Когберн / Rooster Cogburn — судья Паркер
- 1975 — Вызов быть свободным / Challenge to Be Free — рассказчик (голос)
- 1977 — Спасатели / The Rescuers — Руфус (голос)
- 1981 — Лис и пёс / The Fox and the Hound — барсук (голос)
- 1982 — Поющий по кабакам / Honkytonk Man — Дедушка
- 1984 — Плащ и кинжал / Cloak & Dagger — Джордж Макрэди
- 1989 — Тёрнер и Хуч / Turner & Hooch — Амос Рид

### Телевидение
- 1955—56 — Кавалькада Америки / Cavalcade of America (2 эпизода)
- 1955—58 — Театр «Дженерал Электрик» / General Electric Theater (3 эпизода)
- 1956 — Передний ряд в центре / Front Row Center (1 эпизод)
- 1956 — Звёздная сцена / Star Stage (1 эпизод)
- 1957 — Видеотеатр «Люкс» / Lux Video Theatre (1 эпизод)
- 1958 — Студия 57 / Studio 57 (1 эпизод)
- 1958 — Отец знает лучше / Father Knows Best (1 эпизод)
- 1958 — Театр «Goodyear» / Goodyear Theatre (1 эпизод)
- 1958—59 — Обнаженный город / Naked City (25 эпизодов)
- 1958—60 — Альфред Хичкок представляет / Alfred Hitchcock Presents (2 эпизода)
- 1959 — Разыскивается живым или мёртвым / Wanted: Dead or Alive (1 эпизод)
- 1959 — Симаррон / Simarron City (1 эпизод)
- 1959 — По следу / On Trail (1 эпизод)
- 1959 — Театр Зейна Грея / Zane Grey Theater (1 эпизод)
- 1959 — Театр Десилу «Вестингауз» / Westinghouse Desilu Playhouse (1 эпизод)
- 1959—60 — Городок в Вичите / Wichita Town (2 эпизода)
- 1959—61 — Ларами / Laramie (2 эпизода)
- 1959—65 — Караван повозок / Wagon Train (152 эпизода)
- 1960 — Путь перегона / Overland Trail (1 эпизод)
- 1960 — Питер Ганн / Peter Gunn (1 эпизод)
- 1960 — Сумеречная зона / The Twilight Zone (1 эпизод)
- 1960 — Янки / The Yank — доктор Зебилион Барнс (телефильм)
- 1961 — Американцы / The Americans (5 эпизодов)
- 1961 — Неприкасаемые / The Untouchables (1 эпизод)
- 1961—65 — Бонанза / Bonanza (2 эпизода)
- 1963 — Арест и судебное разбирательство / Arrest and Trial (1 эпизод)
- 1964 — Летний театр / Summer Playhouse (1 эпизод)
- 1965 — Люди Слэттери / Slattery’s People (1 эпизод)
- 1965 — Шоу братьев Смотерс / The Smothers Brothers Show (1 эпизод)
- 1965 — Дэниэл Бун / Daniel Boone (2 эпизода)
- 1965—72 — ФБР / The F.B.I. (3 эпизода)
- 1966 — Человек по имени Шенандоа / A Man Called Shenandoah (1 эпизод)
- 1966 — Беглец / The Fugitive (1 эпизод)
- 1966—71 — Диснейленд / Disneyland (8 эпизодов)
- 1967 — Данди и Калхейн / Dundee & the Calheine (1 эпизод)
- 1967—70 — Виргинцы / The Virginian (65 эпизодов)
- 1971 — Любовь по-американски / Love, American Style (1 эпизод)
- 1971 — Мальчишка с залива мёртвых / The Boy from Dead Man’s Bayou — Бордо (телефильм)
- 1971 — Смельчаки / Bearcats! (1 эпизод)
- 1971—72 — Лонгстрит / Longstreet (2 эпизода)
- 1973 — Линда / Linda — маршал (телефильм)
- 1974 — Грязная Салли / Dirty Sally (1 эпизод)
- 1974 — Целители / The Healers — доктор Эрнест Уилсон (телефильм)
- 1976 — Новые дочери Джошуа Кейба / The New Daughters of Joshua Cabe — шериф Джошуа Кейб (телефильм)
- 1977 — Аспен / Aspen — Оуэн Китинг (мини-сериал)
- 1978 — Кризис в долине Солнца / Crisis in Sun Valley — Хаббард (телефильм)
- 1978 — Шанс Джордана / The Jordan Chance — Джаспер Колтон (телефильм)
- 1978 — Лесси: Новое начало / Lassie: A New Beginning — доктор Спеклз (телефильм)
- 1978—85 — Лодка любви / The Love Boat (2 эпизода)
- 1979 — Даллас / Dallas (1 эпизод)
- 1979 — Ангелы Чарли / Charlie’s Angels (1 эпизод)
- 1979 — Остров фантазий / Fantasy Island (1 эпизод)
- 1979 — Дочь миссис Р / Mrs. R’s Daughter — Пол Андервуд (телефильм)
- 1979—80 — Ширли / Shirley (7 эпизодов)
- 1979—80 — Молодой маверик / Young Maverick (2 эпизода)
- 1980 — Невероятный Халк / The Incredible Hulk (1 эпизод)
- 1981 — Американская мечта / American Dream (1 эпизод)
- 1981 — Ожидание «Голиафа» / Goliath Awaits — сенатор Оливер Бартоломью (телефильм)
- 1981 — До самого дома / All the Way Home — Джон Генри, отец Джэя (телефильм)
- 1983 — Медэксперт Куинси / Quincy M.E. (1 эпизод)
- 1983 — Отель / Hotel (1 эпизод)
- 1983 — Одинокая звезда / Lone Star — Лютер Макколлам (телефильм)
- 1984 — Охотник Джон / Trapper John, M.D. (1 эпизод)
- 1984 — Жёлтая роза / The Yellow Rose (1 эпизод)
- 1984 — Ковбой и балерина / The Cowboy and the Ballerina — Док (телефильм)
- 1985 — Различные ходы / Diffrent Strokes (1 эпизод)
- 1985 — Ночной суд / Night Court (1 эпизод)
- 1986 — Сент-Элсвер / St. Elsewhere (1 эпизод)
- 1986 — На склоне лет / As Summers Die — судья Дадли Маккормак (телефильм)
- 1988 — История Слэпа Максвелла / The Slap Maxwell Story (1 эпизод)
- 1988 — Путь Аарона / Aaron’s Way (1 эпизод)
- 1989 — Разрушители мечтаний / Dream Breakers — кардинал Анджело (телефильм)